# ۷۵۰۷ اسرائیل
سیارک ۷۵۰۷ (به انگلیسی: 7507 Israel، نامگذاری:7063P-L) هفت هزار و پانصد و هفتمین سیارک کشف شده‌است که در ۱۷ اکتبر ۱۹۶۰ کشف شد.
قدر مطلق سیارک برابر ۱۴٫۴۰ است.